# Doña Filo y sus hermanas, señoras bastante llanas
Doña Filo y sus hermanas, señoras bastante llanas es una serie de historietas creada por "Jorge" (Miguel Bernet Toledano) en 1959 para el semanario de la Editorial Bruguera El DDT. En ella recrea cómicamente a tres tías suyas.

## Argumento y personajes
La serie, en muchos aspectos parecida a la anterior Las hermanas Gilda de Manuel Vázquez (que durante una época se serializó también en la misma revista) sigue el esquema base de una típica comedia de situación y está protagonizada por tres hermanas de mediana edad, solteronas, poco agraciadas, y habitualmente vestidas de negro, que viven juntas en el mismo piso. Pese a su aspecto exterior muy parecido, las tres hermanas tienen caracteres muy contrapuestos, lo que favorece la interacción de los personajes.
Cleo es la más alta y la que tiene un carácter más fuerte (además de malhumorado), teniendo una posición dominante en la serie. Pitu es la más bajita del trío. No suele aceptar de buen grado las decisiones de Cleo. Filo, por el contrario, es la más moderada del trío y ejerce de catalizador entre ambas hermanas.